# A csapda (film, 2024)
A csapda (eredeti cím: Trap) 2024-ben bemutatott amerikai filmthriller, amelyet M. Night Shyamalan írt és rendezett. A főbb szerepekben Josh Hartnett, Ariel Donoghue, Saleka Night Shyamalan, Hayley Mills és Alison Pill láthatók.
Amerikában 2024. augusztus 2-án, Magyarországon pedig 2024. augusztus 1-én mutatták be a mozikban.

## Cselekmény
A philadelphiai tűzoltó, Cooper Adams elviszi tizenéves lányát, Rileyt a popsztár Lady Raven koncertjére, jutalmul a jó jegyeiért. Ott Cooper észreveszi a szokatlanul magas rendőri jelenlétet a koncert helyszínén. Egy Jamie nevű eladótól megtudja, hogy az FBI egy "Hentes" néven ismert sorozatgyilkost akar elfogni, mivel megtudta, hogy ő is ott lesz a koncerten. Cooperről kiderül, hogy ő maga a Hentes, aki titokban a telefonján lévő felvételeket ellenőrzi legújabb fogva tartott áldozatáról, Spencerről egy pincében. Ellopja Jamie személyi igazolványát, és megtudja a jelszót, amely őt alkalmazottként azonosítja, a kártyával pedig bejut egy hátsó szobába, és ellop egy rendőrségi rádiót.
Mivel a rádión keresztül meghallja, hogy egy nő megjósolja a mozgását, Cooper robbanást idéz elő az egyik élelmiszerbolt konyhájában, és a káoszt kihasználva feljut a tetőre, ahol egy rendőrtől megtudja, hogy a hajtóvadászatot Dr. Josephine Grant, az FBI profilozója vezeti. Riley, akit összezavar Cooper viselkedése, megkéri, hogy maradjon vele. Arról beszél, hogy Lady Raven "Dreamer Girl"-nek választ ki valakit, aki táncolhat a színpadon az énekesnővel, és bejárást kap a színfalak mögé, ahonnan Cooper szerint az egyetlen kijárat van, amelyet nem fedez a rendőrség. Cooper azt hazudja Lady Raven nagybátyjának, hogy Riley nemrég gyógyult meg a leukémiából, így őt választották ki az "Dreamer Girl"-nek.
A koncert végeztével azonban Cooper megtudja, hogy a rendőrség a színfalak mögötti kijáratot is őrzi. Négyszemközt Lady Raven előtt felfedi magát Hentesként, és azzal fenyegetőzik, hogy távolról megöli Spencert, ha nem kíséri ki őt és Rileyt a limuzinjával. A nő engedelmeskedik, de kéri, hogy jöjjön Riley házához, ahol azzal húzza az időt, hogy elmagyarázza a családnak az FBI-akciót, és elbizonytalanítja Coopert azzal, hogy leírja Grant profilját, aki anyai problémákkal és kényszerbetegséggel küzd. Azt is elmagyarázza, hogy a rendőrség egy névtelenül bejelentett, üres házban hagyott, szakadt jegyszelvényen keresztül jutott a Hentes koncertlátogatásának részleteihez.
Lady Raven ellopja Cooper telefonját, és bezárkózik a fürdőszobába. Spencertől részleteket szerez arról, hogy hová vitték el, és élő adásban közvetíti a rajongóinak, akik közül az egyik megtalálja és megmenti őt. Kiszolgáltatja Coopert a feleségének, Rachelnek, aki bezárja a családját az emeletre, míg Lady Raven sms-t küld a sofőrjének, hogy értesítse a rendőrséget. Cooper megpróbál elhajtani Lady Ravennel, de Cooper családja megszökik, és elég ideig eltereli a figyelmét ahhoz, hogy a nő elmeneküljön a limuzinjába. A rendőrség megérkezik, és Cooper egy titkos alagúton keresztül menekül a házból, mielőtt SWAT-egyenruhát használva álcázza magát, és elhajt a limuzinnal Lady Ravennel. Miután felfedi kilétét, a nő kinyitja az ablakot, és rajongók tömegét szólítja, hogy megállítsák és az FBI utolérje, de Cooper civil ruhába öltözik, és elmenekül.
Cooper hazatér, és szembesíti Rachelt. Rachel bevallja, hogy gyanította, hogy ő a Hentes, és a nyugtát az üres házban hagyta, hogy a rendőrség megtalálja. Cooper elhatározza, hogy megöli a nőt, majd magát is, de Rachel rábeszéli, hogy ossza meg vele a lányának készített maradék pitét. Miután Cooper bevallja, hogy gyűlöli Rachelt, amiért nem látta felnőni a gyerekeit, rájön, hogy Rachel a Hentes táskájából származó tablettákkal drogozta be a pitét, aminek hatására hallucinálni kezdi az anyját, aki büszkeségét fejezi ki, amiért valódi érzelmeket érez. A hallucináció valójában Grant, aki Cooper édesanyjának adja ki magát, hogy megnyugtassa őt, és a kommandósok megrázzák, amikor odasétál hozzá. Miközben elvezetik, megáll, hogy megigazítsa Riley biciklijét, és könnyes ölelést oszt meg vele, mielőtt bepakolják egy rendőrségi furgonba. Ahogy az elhajt, Cooper elkezdi piszkálni a bilincseit egy biciklis küllővel, amit titokban magához vett, és közben magában nevetgél. A stáblista közepén Jamie a híreket nézve megtudja Cooper kilétét.

## Szereplők
| Szereplő                | Színész                | Magyar hang         |
| ----------------------- | ---------------------- | ------------------- |
| Cooper / A hentes       | Josh Hartnett          | Széles Tamás        |
| Riley, Cooper lánya     | Ariel Donoghue         | Hegedűs Johanna     |
| Lady Raven, énekes      | Saleka Night Shyamalan | Sodró Eliza         |
| Rachel, Cooper felesége | Alison Pill            | Bartsch Kata        |
| Dr. Josephine Grant     | Hayley Mills           | Menszátor Magdolna  |
| Jamie                   | Jonathan Langdon       | Elek Ferenc         |
| Spencer                 | Mark Bacolcol          | Katona Péter Dániel |
| Jody anyja              | Marnie McPhail         | Czifra Krisztina    |
| A gondolkodó            | Kid Cudi               | Bercsényi Péter     |
| Parker Wayne            | Russ                   | Fáncsik Roland      |
| Cooper anyja            | Marcia Bennett         | Halász Aranka       |
| Logan Adams             | Lochlan Miller         | Endrődy Regő        |
| Szpotter                | M. Night Shyamalan     | Janicsek Péter      |

### Magyar változat
- Magyar szöveg: Tóth Tamás
- Hangmérnök: Cs. Németh Bálint
- Vágó: Simkóné Varga Erzsébet
- Gyártásvezető: Cabello-Colini Borbála
- Szinkronrendező: Báthory Orsolya
- Produkciós vezető: Hagen Péter

A szinkront a Mafilm Audio Kft. készítette.

## A film készítése
2022 októberében a Universal Pictures bejelentette M. Night Shyamalan filmrendező akkor még cím nélküli filmjét. 2023 februárjában kiderült, hogy a film A csapda címet viseli, amikor forgalmazót váltott, mivel Shyamalan és produkciós cége, a Blinding Edge Pictures első látásra szerződést kötött a Warner Bros. Pictures-szel. A film Shyamalan lányával, az énekes-dalszerző Salekával folytatott beszélgetéseiből csírázott ki, amelyekben arról volt szó, hogy a koncert és a színházi élményt összekapcsolják, és egy albumot dolgozzanak ki egy narratívához, hasonlóan ahhoz, ahogy Prince írta a címadó albumot az 1984-es Bíboreső című zenés filmhez. Shyamalan eredetileg azt tervezte, hogy egy másik filmes írja meg a forgatókönyvet és rendezze a filmet az eredeti, koncerten játszódó thriller ötletéből, mielőtt meggondolta magát, miután rájött, hogy Salekával együtt meg tudná csinálni a filmet.
Az előzményt részben a Flagship hadművelet ihlette, egy 1985-ös akció, amelyben álruhás bűnüldöző szervek 101 körözött szökevényt tartóztattak le egy kongresszusi központban, miután meghívták őket azzal az ürüggyel, hogy ingyen NFL-jegyeket és egy lehetőséget kaptak, hogy nyerjenek egy minden költséggel fizetett utat a Super Bowl XX-re. Shyamalan a forgatókönyvet öt és fél hónap alatt írta meg, ami személyes rekordot jelentett számára. A film producere Marc Bienstockkal és Ashwin Rajan-nal együtt volt.

### Forgatás
A forgatás 2023 augusztusában kezdődött volna Cincinnatiben, ahol több mint 9 millió dollárnyi adókedvezményt kapott volna az államtól az ottani forgatáshoz. 2023. szeptember 18-án a gyártás Torontoba költözött, és ideiglenes megállapodást kapott a SAG-AFTRA sztrájk idejére. A forgatás 2023. október 16. és december 8. között zajlott. A film "Tanaka Arena" néven ismert popkoncert helyszínét az Hamiltonban forgatták a FirstOntario Centre-ben, egy 20 000 férőhelyes arénában, amelyhez a produkció két-három hónapra kapott hozzáférést, mivel felújítás alatt állt. A helyszín külső helyszínéül a torontói Rogers Centre szolgált.